# Холуй (приток Чёрной)
Холуй — небольшая река в Пермском крае России, протекает в западной части Гайнского района. Является левым притоком реки Чёрная. Длина реки составляет 8 км.

## Гидрография
Берёт начало в болоте, на высоте ≈179 м над уровнем моря, примерно в 15 км северо-западнее посёлка Усть-Чёрная. От истока течёт 2,5 км на юго-запад, затем сворачивает на запад. Впадает в Чёрную, на высоте 149 м над уровнем моря, в 42 км от устья.